# Hadrurus obscurus
Espèce
Hadrurus obscurus est une espèce de scorpions de la famille des Hadruridae.

## Distribution
Cette espèce est endémique de Californie aux États-Unis.

## Description
Le mâle holotype mesure 103,7 mm et la femelle paratype 96,2 mm.

## Publication originale
- Williams, 1970 : A systematic revision of the giant hairy scorpion genus Hadrurus. Occasional Papers of the California Academy of Sciences, no 87, p. 1–62 (texte intégral).